# Kravilidius formosus
Kravilidius formosus är en insektsart som beskrevs av Spångberg 1878. Kravilidius formosus ingår i släktet Kravilidius och familjen dvärgstritar. Inga underarter finns listade i Catalogue of Life.